# Alyssum lassiticum
Alyssum lassiticum är en korsblommig växtart som beskrevs av Eugen von Halácsy. Alyssum lassiticum ingår i släktet stenörter, och familjen korsblommiga växter. Inga underarter finns listade i Catalogue of Life.